# Julia Verlanger
Julia Verlanger, írói álnév, eredeti neve: Éliane Taïeb (született: Grimaître), másik írói álneve: Gilles Thomas (Párizs, 1929. december 7. – Chaville, 1985. szeptember 3.) francia tudományos-fantasztikus írónő. 

## Élete
Nyomtatásban először a Les Bulles című novellája jelent meg a Fiction folyóiratban 1956 októberében. 1963-ig mintegy húsz novellát publikált a lapban. Hosszabb szünet után 1976-ban jelentkezett ismét, két regénye jelent meg a Fantastique sorozatban. Gilles Thomas álnéven az Anticipation du Fleuve noir gyűjteményben három posztapokaliptikus regényből álló ciklust kezdett, ezek címei L'autoroute sauvage, La mort en boules és L'île brûlée voltak. Szinte minden regénye egy olyan univerzumban játszódik, amelyben az emberiség élettere már nem korlátozódik a Földre. A regényekben szinte semmilyen utalás sincs arra a folyamatra, amely az embert más csillagrendszerek meghódítására késztette. Még egy, a középkor szintjén lévő bolygón játszódó regényben (D'un lieu lointain nommé Soltrois) is felbukkan a galaktikus szövetség. Mindazonáltal életművében vannak kivételek: a Les Rats című regénye a Földön játszódik és a gestaltpszichológia témáit dolgozza fel, Magie sombre című kötete pedig a sci-fi elemeit elhagyva inkább fantasynak tekinthető. Halála után tiszteletére alapították meg a Julia Verlanger-díjat. Magyar nyelven mindössze egyetlen novellája jelent meg a Galaktika 44. számában 1982-ben A buborékok címmel.

## Fordítás
- Ez a szócikk részben vagy egészben  a   Julia Verlanger című francia Wikipédia-szócikk ezen változatának fordításán alapul.  Az eredeti cikk szerkesztőit annak laptörténete sorolja fel. Ez a jelzés csupán a megfogalmazás eredetét és a szerzői jogokat jelzi, nem szolgál a cikkben szereplő információk forrásmegjelöléseként.